# Cressa (Gattung)
Die Cressa sind eine Pflanzengattung aus der Familie der Windengewächse (Convolvulaceae). Die nur vier Arten kommen sowohl in der Alten und Neuen Welt sowie in Australien vor.

## Beschreibung

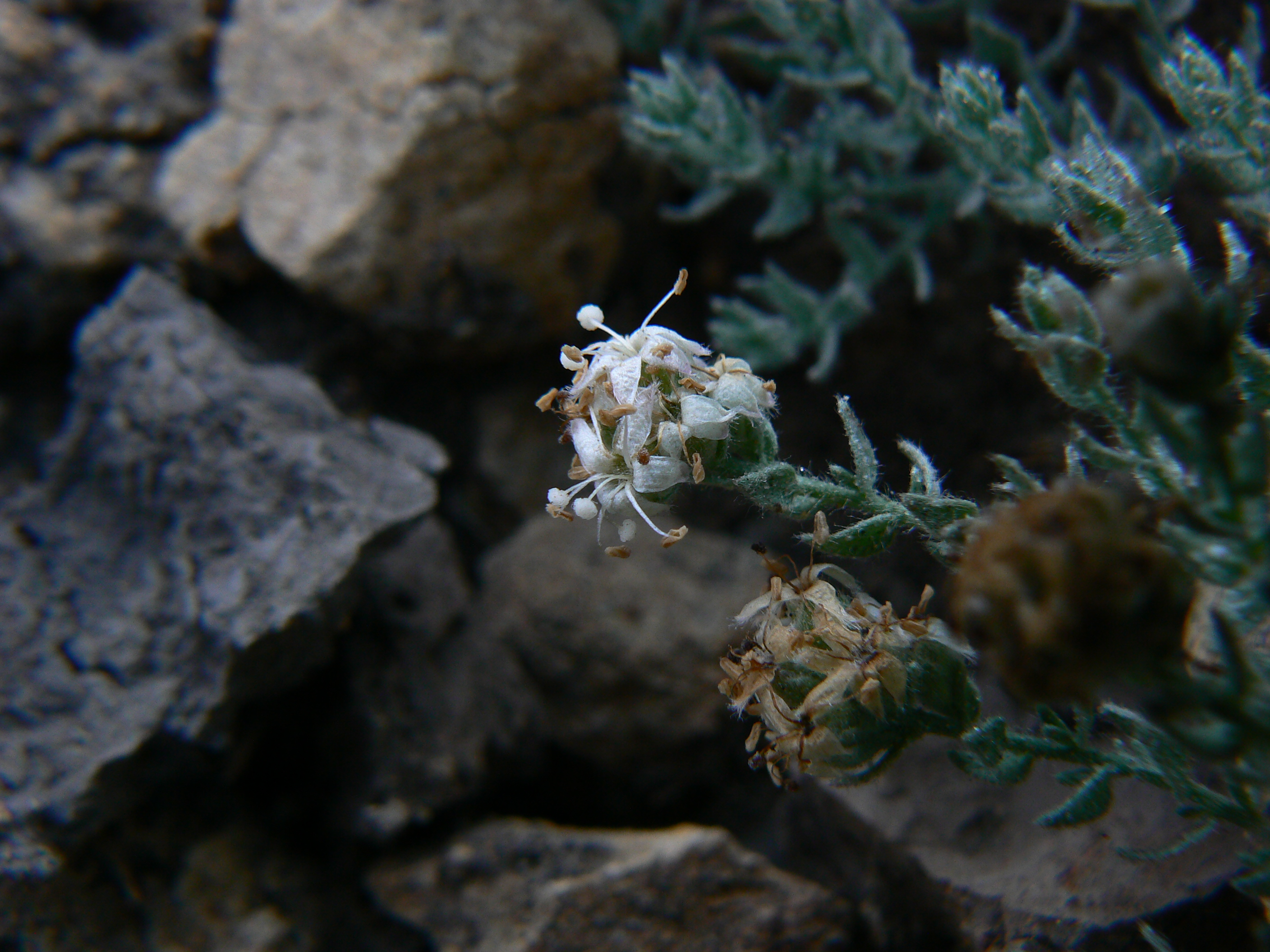
Cressa cretica

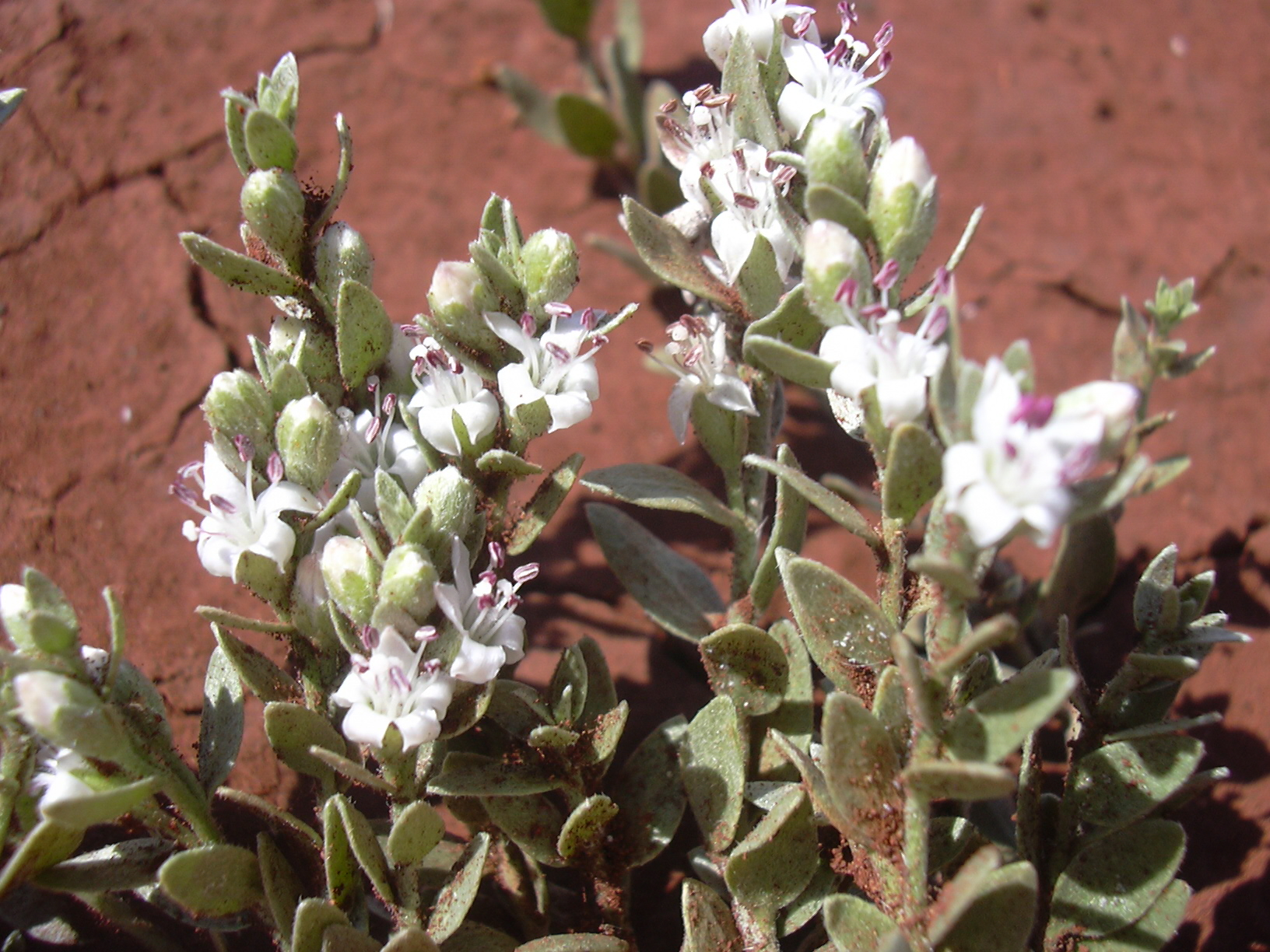
Laubblätter und Blüten von Cressa truxillensis

Cressa-Arten sind vielverzweigte Halbsträucher, die Wuchshöhen von etwa 20 Zentimetern erreichen. Sie sind mit anliegenden, striegeligen Trichomen behaart. Die Laubblätter sind mit 0,5 bis 2 mm langen Blattstielen bestielt, die Blattspreiten sind 5 bis 11 mm lang, (selten nur 1 bis) 3 bis 5 mm breit, elliptisch langgestreckt, vorn spitz und an der Basis keilförmig und ebenfalls anliegend striegelig behaart.
Die Blüten stehen einzeln in den Achseln und bilden endständige Gruppen. Die Blütenstandsstiele sind 1 bis 2 mm lang; die Vorblätter sind ungleich geformt, etwa 3 bis 4 mm lang und 1 mm breit; Blütenstiele fehlen. Die Kelchblätter sind in etwa gleich groß, umgekehrt eiförmig und vorn abgestumpft, die äußeren sind 3 bis 4 mm lang und 2 mm breit und behaart, die inneren sind 3 bis 3,5 mm lang und 1 mm breit. Die Krone ist weiß oder rosa geformt, tellerförmig und 5,5 bis 6 mm lang. Die Kronröhre ist 3,5 bis 4 mm lang, der Kronsaum ist mit fünf abgestumpften, außen behaarten Kronlappen besetzt, die kürzer als die Kronröhre sind.
Die Staubblätter stehen über die Krone hinaus, sind 2,5 bis 3 mm lang und unbehaart, die Staubbeutel sind 1,3 bis 1,5 mm lang und langgestreckt. Der zweikammerige Fruchtknoten ist eiförmig und an der Spitze rauhaarig besetzt. Er trägt zwei ungleich lange Griffel von etwa 2,5 bis 3 mm Länge, die wiederum glatte, köpfchenförmige Narben tragen.
Die Frucht ist eine 4 bis 5 mm lange, und 3 mm breite, eiförmige, braune, einkammerige Kapsel, die zumindest an der Basis vom beständigen Kelch umgeben ist. Die Spitze ist rauhaarig bis samtig behaart. Meist enthält die Frucht nur einen einzigen Samen, dieser ist eiförmig, 3 bis 3,5 mm lang, braun bis dunkelbraun, glatt und unbehaart.

## Standorte
Alle Cressa-Arten sind Salzpflanzen (Halophyten) und sind an das Leben auf einer Vielzahl von Bodentypen, beispielsweise alkalische Böden, Lava, Lehm oder Sand, angepasst.

## Systematik und Verbreitung
Zwei der Arten der Gattung kommen ausschließlich in der Neuen Welt vor, eine weitere in Europa, Afrika, Vorder- und Südasien, sowie auf Madagaskar. Die vierte Art der Gattung ist auf Timor und Australien begrenzt.

### Botanische Geschichte
Die Gattung Cressa wurde 1753 von Carl von Linné mit Cressa cretica als einziger Art erstbeschrieben. Der botanische Gattungsname Cressa leitet sich von kris bzw. kriti ab, was so viel wie „von Kreta“ bedeutet. Eine etymologische Verbindung zur Kresse besteht wahrscheinlich nicht. In der Folge variierte das Artkonzept innerhalb der Gattung stark, so dass einerseits alle Formen innerhalb der Gattung in die Typusart Cressa cretica eingegliedert wurden oder andererseits bis zu 19 einzelne Arten, die zum Teil nur geringe morphologische und biogeografische Unterschiede aufweisen, beschrieben wurden. Viele Autoren erkennen jedoch zwei Arten der Alten Welt und ein oder zwei Arten in der Neuen Welt und Australien an. Von vielen Autoren, die die neuweltlichen und australischen Vertreter in einer Art vereinen, ist jedoch vermerkt, dass auch hier morphologische Unterschiede zwischen beiden Gruppen festzustellen sind. Daniel Frank Austin erkennt daher in seiner Revision der Gattung Cressa aus dem Jahr 2000 insgesamt vier Arten an.

### Äußere Systematik
Innerhalb der Familie der Windengewächse wird die Gattung Cressa nach molekularbiologischen Erkenntnissen in die Tribus Cresseae eingeordnet, deren Typus-Gattung sie ist.

### Innere Systematik
Die Gattung Cressa enthält nur vier Arten:
- Cressa australis R.Br. (Syn.: Cressa cretica var. australis (R.Br.) Choisy, Carpentia floribunda Ewart & O.B.Davies): Sie ist in Australien verbreitet und kommt auf Timor vor.[3]
- Cressa cretica L. (Syn.: Cressa ballii Batt., Cressa cretica var. indica (Retz.) Choisy, Cressa cretica var. salina J.A.Schmidt, Cressa cretica var. villosa (Hoffmanns. & Link) Choisy, Cressa humifusa Lam., Cressa indica Retz., Cressa intermedia T.Anderson, Cressa loscosii Trémols, Cressa microphylla St.-Lag., Cressa monosperma Stokes nom. superfl., Cressa villosa Hoffmanns. & Link): Das weite Verbreitungsgebiet erstreckt sich vom Mittelmeerraum sowie Afrika bis Westasien, Zentralasien und bis zum Indischen Subkontinent.[3]
- Cressa nudicaulis Griseb. (Syn.: Cressa aphylla A.Heller): Sie kommt im südöstlichen Texas, im mexikanischen Bundesstaat Tamaulipas und im nördlichen Argentinien vor.[3]
- Cressa truxillensis Kunth (Syn.: Cressa arenaria Willd. ex Schult., Cressa australis var. petiolata Meisn., Cressa cretica var. truxillensis (Kunth) Choisy, Cressa depressa Goodd.,Cressa erecta Rydb., Cressa insularis House, Cressa minima A.Heller, Cressa multiflora Willd. ex Schult., Cressa vallicola A.Heller): Es gibt keine Subtaxa mehr. Sie ist in der Neotropis von den westlichen sowie zentralen USA über Mexiko bis ins südliche Südamerika weitverbreitet.[3]